# Gyönyörű esküvő (film)
A Gyönyörű esküvő (eredeti cím: Beautiful Wedding) 2024-es amerikai romantikus filmvígjáték, amelyet Roger Kumble írt és rendezett, Jamie McGuire azonos című regénye alapján. A 2023-ban bemutatott Gyönyörű sorscsapás című film folytatása. A főbb szerepekben Virginia Gardner és Dylan Sprouse látható. 
A Vertical Entertainment forgalmazásában 2024. február 13-án jelent meg digitális platformokon.

## Cselekmény
Egy Las Vegas-i bulizás után Abby és Travis másnaposan ébrednek egy luxuslakosztályban. Arra azonban nem emlékeznek, hogy ott béreltek volna szobát. Hamarosan rájönnek, hogy nyertek a kaszinóban, és még aznap este összeházasodtak. Barátaikkal, Americával és Shepleyvel együtt Mexikóba repülnek nászútra.
Ott Abbynek kezdenek kétségei támadni, vajon nem elhamarkodottan házasodtak-e össze, ezért összeállít egy pro és kontra listát, hogy nem kellene-e elválniuk. Travist a barátai arra bátorítják, harcoljon Abbyért és szerelmükért.

## Szereplők
| Színész          | Szerep         | Magyar hang       |
| ---------------- | -------------- | ----------------- |
| Dylan Sprouse    | Travis Maddox  | Gacsal Ádám       |
| Virginia Gardner | Abby Abernathy | Kardos Eszter     |
| Austin North     | Shepley Maddox | Ember Márk        |
| Libe Barer       | America Mason  | Csuha Borbála     |
| Rob Estes        | Benny          | Szakács Tibor     |
| Steven Bauer     | Sancho         | Bolla Róbert      |
| Kyle Richards    | Vivian Hayes   |                   |
| Alex Aiono       | Miguel         |                   |
| Emmanuel Kabongo | Buzz           | Pál Tamás         |
| Declan Laird     | Taylor Maddox  | Tóth Márk         |
| Trevor Van Uden  | Thomas Maddox  | Kádár-Szabó Bence |
| Jack Hesketh     | Trenton Maddox | Kékesi Gábor      |
| Micky Dartford   | Tyler Maddox   | Csiby Gergely     |
| Neil Bishop      | Parker Hayes   | Hajdu Tibor       |

### Magyar változat
- Főcím: Egressy G. Tamás
- Magyar szöveg: Zalatnay Márta
- Hangmérnök és vágó: Szabó Miklós
- Gyártásvezető: Boskó Andrea
- Szinkronrendező: Kosztola Tibor
- Produkciós vezető: Jávor Barbara

A szinkront a Dub 4 Studios készítette el.

## A film készítése
2023 szeptemberében bejelentették, hogy a 2023-as Gyönyörű sorscsapás folytatása Gyönyörű esküvő címmel fog megjelenni. Roger Kumble ismét visszatért a rendezői székbe, és a korábbi főszereplők is csatlakoztak a szereplőgárdához. A forgatásra 2022 végén került sor a Dominikai Köztársaságban..

## Fordítás
- Ez a szócikk részben vagy egészben  a   Beautiful Wedding című angol Wikipédia-szócikk fordításán alapul.  Az eredeti cikk szerkesztőit annak laptörténete sorolja fel. Ez a jelzés csupán a megfogalmazás eredetét és a szerzői jogokat jelzi, nem szolgál a cikkben szereplő információk forrásmegjelöléseként.